# Stefon Adams
Stefon Lee Adams (n. High Point, 11 de agosto de 1963) es un exjugador estadounidense de fútbol americano que ocupaba la posición de cornerback en la Liga Nacional de Fútbol (del inglés: National Football League) durante la década de 1990. Jugó fútbol americano universitario en la Universidad del Este de Carolina, siendo reclutado por Los Angeles Raiders en el Draft de la NFL de 1985. Jugó seis temporadas para Los Angeles Raiders (1986–1989), los Cleveland Browns (1990) y los Miami Dolphins (1990).